# Leucocoryne coronata
Leucocoryne coronata är en amaryllisväxtart som beskrevs av Pierfelice Ravenna. Leucocoryne coronata ingår i släktet Leucocoryne och familjen amaryllisväxter. Inga underarter finns listade i Catalogue of Life.